# Marian Mysłowski
Marian Mysłowski h. Nałęcz (ur. 1825, zm. 1875) – burmistrz Brzostku, autor książki poświęconej jego historii.

## Życiorys

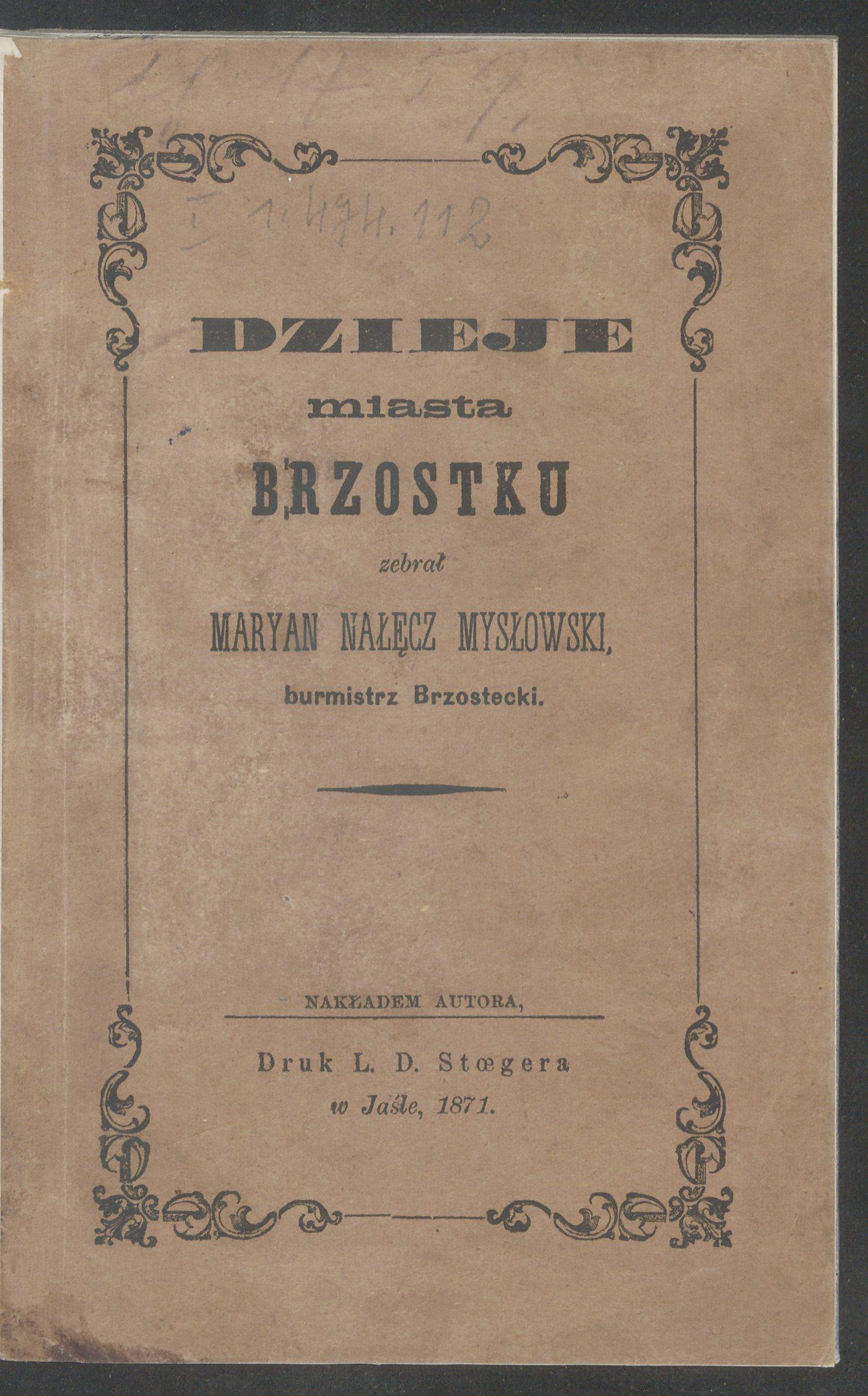
Karta tytułowa książki „Dzieje miasta Brzostku...”

Służył w wojsku, uzyskał stopień porucznika. Do Brzostku przeniósł się w 1854 r. Przez pewien czas prowadził pocztę, w 1861 r. objął funkcję kasjera miejskiego, a następnie został burmistrzem. Wraz z żoną Anną ufundował neogotycką kaplicę, znajdującą się na brzosteckim cmentarzu parafialnym, w której został po śmierci pochowany.
Jest autorem książki pt. Dzieje miasta Brzostku od czasów najdawniejszych istnienia i założenia tego miasta aż po rok 1870, którą wydał w 1871 r. Została ona włączona przez starostę pilźnieńskiego do programu nauczania lokalnej szkoły. Publikacja ta nie może być obecnie traktowana jako opracowanie historyczne. Wiele zawartych w niej faktów nie zgadza się z ustaleniami współczesnej historiografii.
Imieniem Mariana Mysłowskiego nazwano jedną z ulic Brzostku.